# Brysseldeklarationen
Brysseldeklarationen är en 1874 i Bryssel antagen mellanstatlig deklaration som bildade grund för Haagkonventionerna. 1899 och 1907.